# 245417 Rostand
245417 Rostand è un asteroide della fascia principale. Scoperto nel 2005, presenta un'orbita caratterizzata da un semiasse maggiore pari a 2,5782849 UA e da un'eccentricità di 0,2086514, inclinata di 13,70283° rispetto all'eclittica.